# تکیه روستای جوستان
تکیه روستای جوستان مربوط به دوره قاجار است و در شهرستان طالقان، بخش بالا طالقان، روستای جوستان واقع شده و این اثر در تاریخ ۱۲ بهمن ۱۳۸۱ با شمارهٔ ثبت ۷۰۵۱ به‌عنوان یکی از آثار ملی ایران به ثبت رسیده است.